# Flagge Frankreichs
Die heutige Flagge Frankreichs (französisch drapeau de la France, auch bekannt als drapeau tricolore, drapeau bleu-blanc-rouge oder drapeau français sowie beim Militär als les couleurs) wurde erstmals 1794 zur offiziellen Nationalflagge.

## Beschreibung

2:3 Flagge zur See mit der Aufteilung 30:33:37

Die Nationalflagge ist eine Trikolore aus drei vertikalen Balken gleicher Breite in Blau, Weiß und Rot (vom Mast aus) und hat ein Seitenverhältnis von 2:3. Bei der Flagge zur See (für die Französische Marine) sind die drei Farben Blau, Weiß und Rot im Verhältnis 30:33:37 geteilt. Diese sogenannten „optischen Proportionen“ werden eingesetzt, damit beim Flattern im Wind der Eindruck von drei gleich breiten Streifen entsteht und nicht die dem Vorliek abgewandten schmaler erscheinen.
Die vom Staatspräsidenten verwendeten Farbtöne wurden von Valéry Giscard d’Estaing in den 1970er Jahren neu festgelegt. Dabei ließ er das Blau von Marineblau zu einem Kobaltblau aufhellen, um es der Europaflagge anzupassen. Präsident Emmanuel Macron kehrte jedoch mit Wirkung vom 14. Juli 2020, dem Nationalfeiertag, aus historischen Gründen zu den alten Farben zurück. Allerdings hat die Änderung nicht den Charakter einer Rechtsnorm, und ihr liegt kein Gesetz in Form einer Verordnung oder eines Dekrets zugrunde. Ganz im Gegenteil wurde sie überhaupt nicht explizit bekanntgegeben. Auf Anfrage von Journalisten über ein Jahr später erklärte das Präsidialamt, es handle sich bei der Maßnahme lediglich um eine Art Empfehlung (démarche incitative).

## Geschichte

### Die Flaggen des Königreichs Frankreich
Bis zur Französischen Revolution (ab 1789) und während der Restaurationszeit (1814–1815, 1815–1830) war der Pavillon royale, eine schlichte weiße Fahne mit goldenen Lilien, die faktische Nationalflagge Frankreichs. Er war außerdem auch Seeflagge und wurde auch in Anwesenheit des Königs gehisst. Eine schlichte weiße Flagge wurde vom 17. Jahrhundert bis 1790 als Seekriegsflagge verwendet. War der König an Bord eines Schiffes, so fuhr dies unter einer weißen mit goldenen Lilien besetzten Flagge mit einem Wappen in der Mitte: Dieses bestand unter anderem aus der französischen Krone, einem blauen Schild mit drei goldenen Lilien und zwei Engeln als Schildträgern.

Wappenbanner der Kapetinger seit dem 12. Jahrhundert
Wappenbanner der Kapetinger seit dem 14. Jahrhundert
Die Fahne der Bourbonen von 1589 bis 1792 und wieder von 1815 bis 1848
Der Pavillon royal, Standarte der königlichen Familie Frankreichs und faktische Nationalflagge Frankreichs
Marineflagge 17. Jahrhundert bis 1790
Der Standard royal, Standarte des königlichen Frankreichs

### Die Trikolore
Die Trikolore tauchte erstmals 1790 in der Revolutionszeit auf und wurde bis 1794 als Seekriegsflagge und Gösch benutzt, allerdings mit der umgekehrten Farbanordnung, mit Rot an der Mastseite.
Sie stellte eine Kombination aus den Farben des Wappens von Paris (Rot und Blau) und der Farbe des Königs (Weiß) dar. Die Anordnung der Farben stammt ebenfalls aus dieser Zeit und symbolisiert die eingeschränkte Macht des Königs (Weiß) durch das Volk (die Farben von Paris). Andere Historiker vertreten die Ansicht, das Rot stehe für die Oriflamme, das Banner des Heiligen Dionysius von Paris, Schutzpatron von Paris und der Könige von Frankreich, und Blau sei die Farbe des Mantels des französischen Königs. Mit der Abschaffung der Monarchie am 21. September 1792 wurde diese Symbolik allerdings hinfällig, die Trikolore blieb jedoch weiterhin ein Symbol der Revolution.
Am 15. Februar 1794 erklärte der Nationalkonvent die Flagge mit der heutigen Farbreihenfolge zur offiziellen Nationalflagge der Ersten Republik. Als sekundäre, aber schon frühe Umdeutung gilt der Bezug zum Wahlspruch der Freiheit, Gleichheit, Brüderlichkeit (liberté, égalité, fraternité), mit Blau für die Freiheit, Weiß (heraldisch: Silber) für die Gleichheit und Rot für die brüderliche Liebe.

Die Trikolore als Symbol der Revolution (Eugène Delacroix, Die Freiheit führt das Volk, 1830)
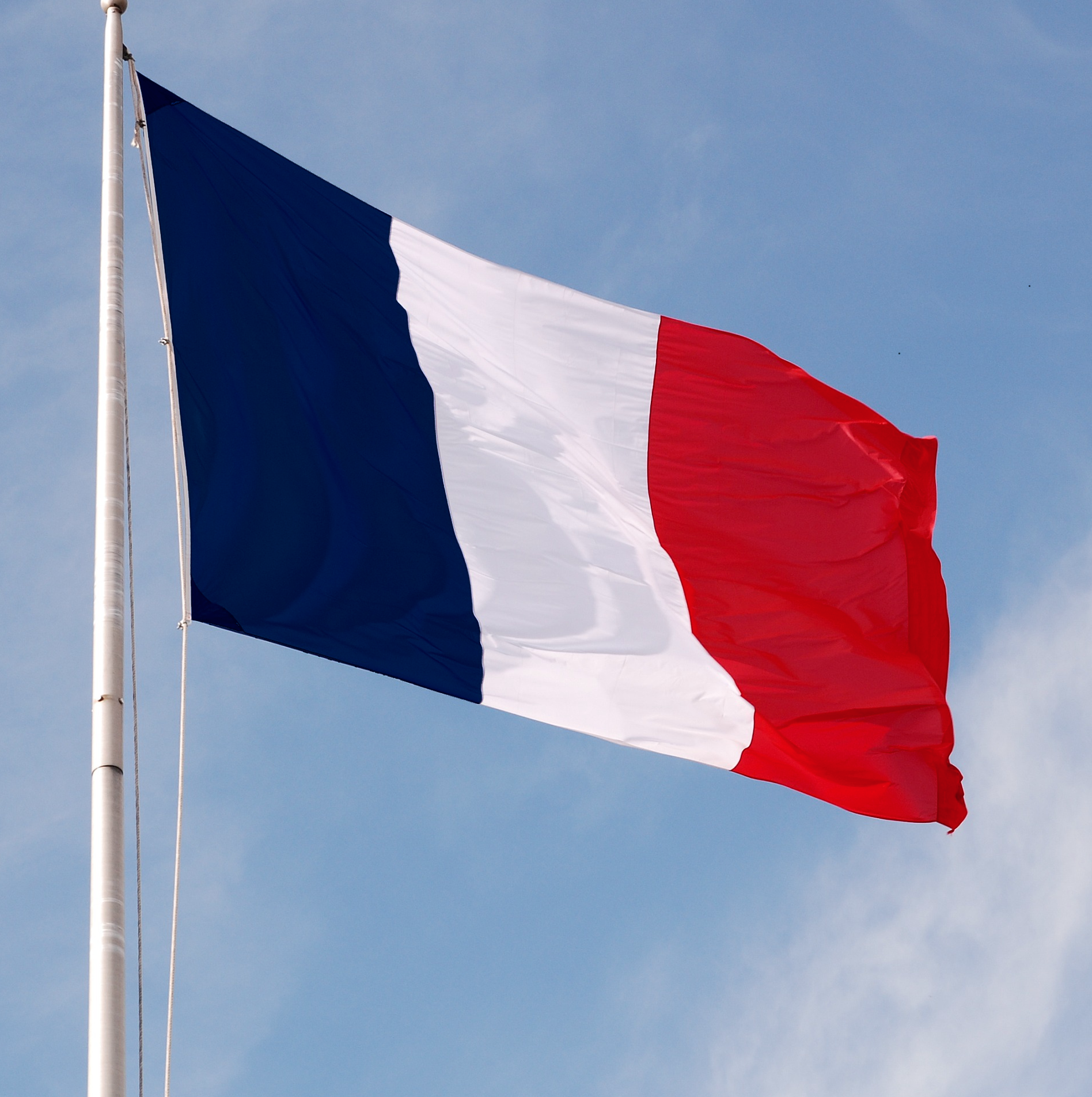
Gehisste Trikolore
Trikolore mit hellerem Blauton, genutzt von 1974 bis 2020
Die aktuelle Flagge mit den Farben des französischen Service hydrographique et océanographique de la Marine.[9]

## Überseegebiete
Die Flagge Frankreichs ist gleichzeitig die Nationalflagge der von Frankreich abhängigen Überseegebiete bzw. Übersee-Départements. Die französischen Überseeregionen führen daneben regionale Flaggen. Einige Territorien mit Sonderstatus, Französisch-Polynesien sowie Wallis und Futuna, besitzen zusätzlich eigene Flaggen, die neben der Trikolore gehisst werden dürfen. In Neukaledonien ist die Verwendung lokaler Flaggen gemeinsam mit der französischen ebenfalls gestattet.
Hauptartikel:
- Flagge Französisch-Guayanas
- Flagge Französisch-Polynesiens
- Flagge der Französischen Süd- und Antarktisgebiete
- Flagge Guadeloupes
- Flagge Martiniques
- Flagge Mayottes
- Flagge Neukaledoniens
- Flagge Réunions
- Flagge von Saint-Barthélemy
- Flagge Saint-Martins
- Flagge von Saint-Pierre und Miquelon
- Flagge von Wallis und Futuna